# Billungstraße 9 (Quedlinburg)

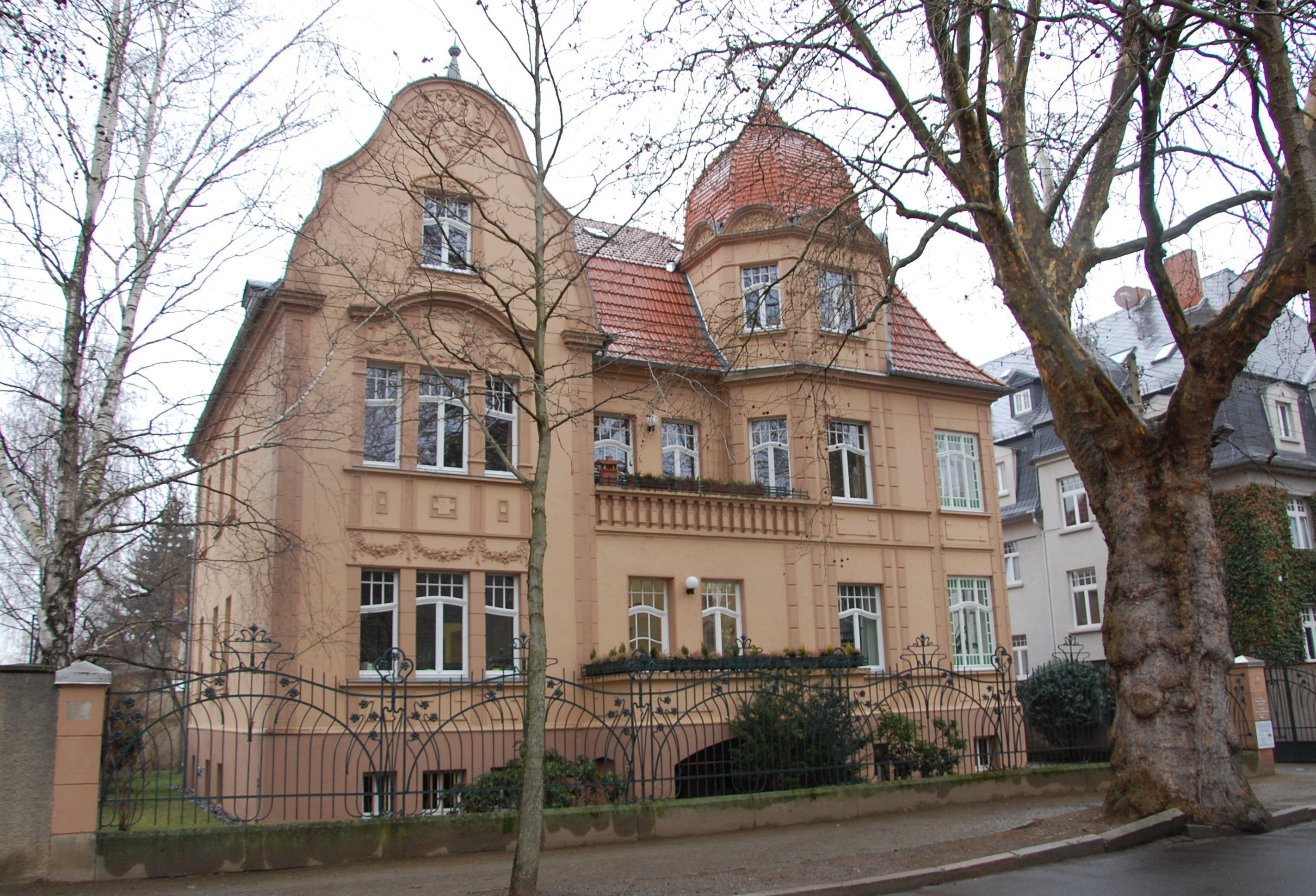
Villa Billungstraße 9

Das Haus Billungstraße 9 ist eine denkmalgeschützte Villa in der Stadt Quedlinburg in Sachsen-Anhalt.

## Lage
Sie liegt südlich des Quedlinburger Schloßberges und ist im Quedlinburger Denkmalverzeichnis eingetragen.

## Architektur und Geschichte
Der große Villenbau wurde 1908 durch den Architekten C. Lorenz errichtet. Die vom Jugendstil geprägte Gestaltung des Hauses orientierte sich an der Schlossarchitektur der Region aus der Zeit der Renaissance. So finden sich Schweifgiebel, eine Eingangsloggia und ein Turmerker. Die Fassadengliederung erfolgt durch Putzflächen, die von Natursteinen abgegrenzt werden.